# Paul Westhead
Paul Westhead, (nacido el 21 de febrero de 1939 en Filadelfia, Pensilvania) es un entrenador de baloncesto estadounidense que ha ejercido en la NCAA femenina y masculina, NBA y WNBA. Está considerado un técnico muy innovador, muy ligado a la aplicación del sistema run and gun. Su mayor éxito fue la dirección de Los Angeles Lakers del Showtime, a los que guio al título de la NBA en la temporada 1979-80.

## Trayectoria
- Universidad de La Salle (1970-1979)
- Los Angeles Lakers (1979), (Ayudante)
- Los Angeles Lakers (1979-1981)
- Chicago Bulls (1982-1983)
- Loyola (1985-1990)
- Denver Nuggets (1990-1992)
- Universidad de George Mason (1993-1997)
- Golden State Warriors (1997-1999), (Ayudante)
- Los Angeles Stars (2000-2001)
- Matsuhita S. Kangaroos (2001-2003)
- Long Beach Jam (2003)
- Orlando Magic (2003-2005)  (Ayudante)
- Phoenix Mercury (2005-2007)
- Seattle SuperSonics (2007-2008), (Ayudante)
- Oklahoma Thunder (2008), (Ayudante)
- Universidad de Oregón (2009-2014), (fem.)